# 中環（林士街）巴士總站
中環（林士街）巴士總站（英語：Central (Rumsey Street) Bus Terminus）是位於香港香港島中西區上環統一碼頭道的巴士總站。
由於本站使用率極低，部份途經本站路線的車長如果沒有乘客要求下車不會駛入此站。

## 車站位置
位於統一碼頭道海港政府大樓側，林士街天橋旁，設有中區行人天橋系統的入口。

## 總站路線資料

### 城巴71線
- 黃竹坑（南朗山） ↔ 中環（林士街）

### 城巴720X線
- 西灣河（嘉亨灣） → 中環（林士街）

### 過海隧道巴士600線
- 安達臣 ↔ 中環（林士街）

### 過海隧道巴士673A線
- 上水 → 中環（林士街） (上午班次)

星期一至五由上水開出一班（06：50）往此處。

### 過海隧道巴士673P線
- 上水 → 中環（林士街）

平日由上水開出五班（06：40、07：00、07：30、08：00、08：30）往此處。

## 途經路線資料

### 城巴3A線
- 中環（天星碼頭） ↔ 摩星嶺（只限平日繁忙時間服務）

## 圖片

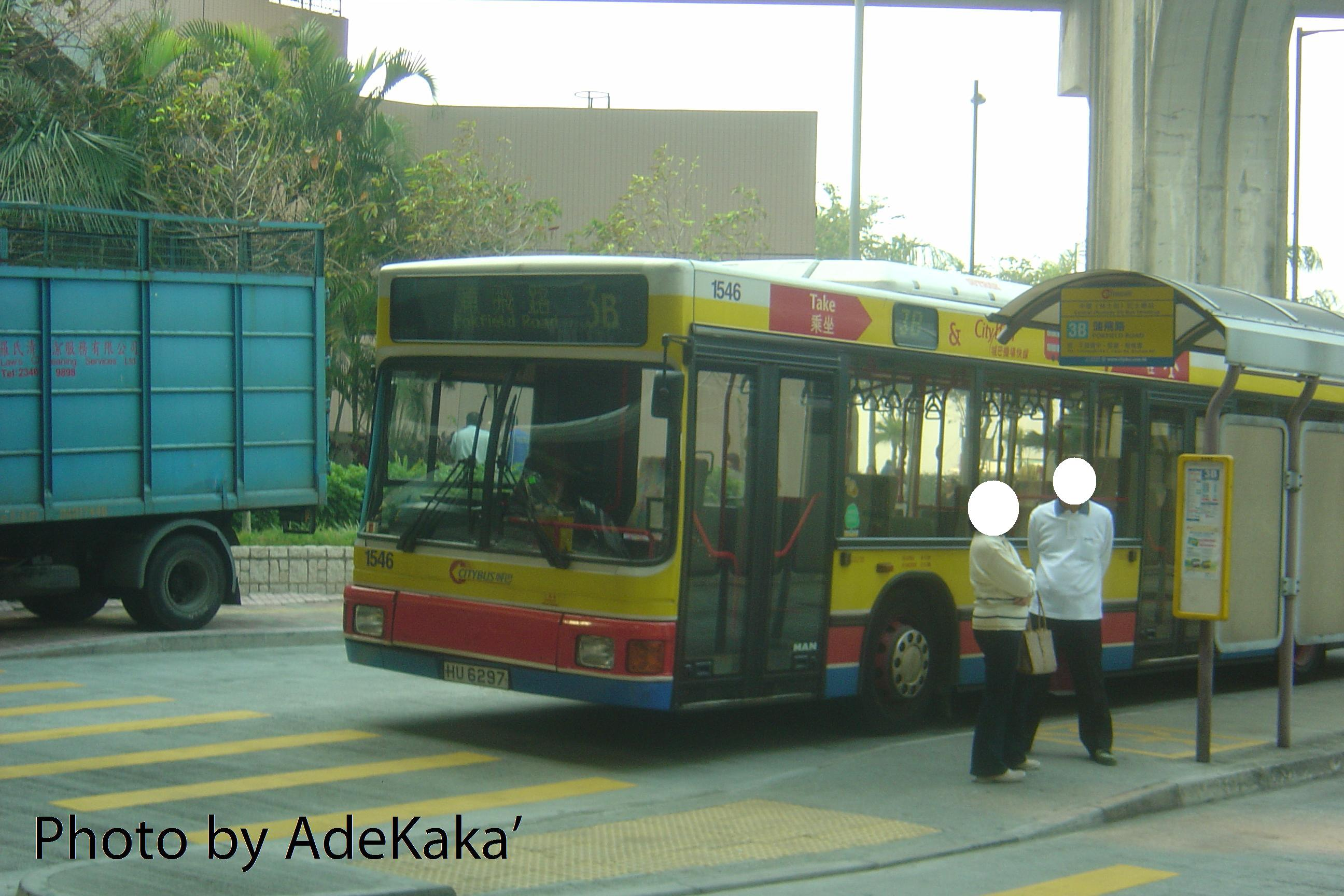
城巴3B線車站

### 城巴4號線
- 黃竹坑（南朗山） ↔ 中環（交易廣場）

### 城巴91線
- 鴨脷洲邨 ↔ 中環碼頭

## 曾以本站作為總站的路線
- 城巴1號線
- 城巴3B線
- 新巴43X線
- 中巴91線
- 中巴94線
- 新巴722線
- 過海隧道巴士373線